# Ata-Bejit
Ata-Bejit – cmentarz i miejsce pamięci w Kirgistanie, 30 km na południe od Biszkeku, we wsi Süjmönkuł Czokmorow, istniejące od 2000 roku.

## Historia
Nazwę cmentarza można przetłumaczyć jako mogiła ojców. Inicjatorem budowy był pierwszy prezydent Kirgistanu Askar Akajew. Uroczyste otwarcie miało miejsce 10 listopada 2000 roku. Cały kompleks zajmuje powierzchnię 2 ha. Wcześniej na tym miejscu znajdował się ośrodek wypoczynkowy Czong-Tasz dla oficerów KGB. W listopadzie 1938 roku rozstrzelano tu 137 osób, a ciała wrzucono do pieca do wypalania cegieł. W 1991 roku miejsce pochówku ujawniła córka jednego ze strażników. Koparki odkryły szczątki ofiar na głębokości 40 cm. Po ekshumacji 30 sierpnia 1991 roku pochowano szczątki ofiar około 100 metrów od grobu, gdzie postawiono pomnik przypominający tradycyjny dom koczowników – jurtę. Na tablicy wypisano nazwiska ofiar. Wśród 137 ofiar znaleźli się przedstawiciele 17 narodowości, w tym 46 Kirgizów, 36 Ujgurów, 11 Rosjan, 10 Niemców oraz kilku Chińczyków, Polaków, Koreańczyków, Tatarów, Żydów i Uzbeków. Pozostałe 9 narodowości ma po jednym przedstawicielu. Wśród zamordowanych Polaków znaleźli się: weterynarz Władysław Gorbaczewski, urzędnik Ludwik Krynicki i ekonomista Bronisław Jackowski. Wśród zamordowanych Kirgizów znaleźli się przedstawiciele kirgiskiej inteligencji. Byli to między innymi: Jusup Abdrachmanow, Murat Salichow, Bajały Isakejew, Törökuł Ajtmatowa – ojciec pisarza Czingiza Ajtmatowa. Obok pomnika powstał budynek muzeum, w którym umieszczono odnalezione podczas ekshumacji osobiste rzeczy, zdjęcia ofiar i kopie wyroków. Został również zachowany piec, w którym znaleziono szczątki ofiar.
Druga część cmentarza upamiętnia ofiary wydarzeń z kwietnia 2010 roku. 16 listopada 2011 roku został odsłonięty w tym miejscu pomnik ofiar rewolucji. Składa się on z trzech części: 8,5-metrowego pomnika z okładziną z czerwonego granitu i białego marmuru, 19-metrowej ściany pamięci z okładziną z czerwono-czarnego granitu, na której umieszczono nazwiska 85 ofiar wydarzeń z 7 kwietnia oraz 27 nagrobków z czarnego granitu.
30 lipca 2020 roku, w dniu żałoby narodowej na terenie kompleksu, odbyły się uroczystości upamiętniające Kirgizów, którzy stali się ofiarami zakażenia koronawirusem SARS-CoV-2.

## Grób Czingiza Ajtmatowa
14 czerwca 2008 roku na cmentarzu pochowano kirgiskiego pisarza Czingiza Ajtmatowa. Początkowo na grobie umieszczono płytą nagrobną, a obok niej dzwon. 15 marca 2013 dekretem rządu podjęto decyzję o budowie pomnika poświęconego pisarzowi, który został odsłonięty 14 listopada.

## Narodowy pomnik pamięci
W 2016 roku premier Sooronbaj Dżeenbekow wydał dekret o przemianowaniu kompleksu na narodowy pomnik historii i pamięci. Zgodnie z wydanym dokumentem koszty utrzymania kompleksu ponosi budżet państwa. Od 7 listopada 2017 roku w Kirgistanie obchodzony jest Dzień Historii i Pamięci Przodków, na pamiątkę mordu dokonanego na ojcach narodu w dniach 7, 8 i 9 listopada 1938 roku. W tym dniu organizowane są obchody na terenie Ata–Bejit.

## Pomnik ofiar powstania w Azji Środkowej z 1916 roku
2 września 2016 roku został odsłonięty pomnik ofiar pacyfikacji powstania w Azji Środkowej. Ucieczka Kirgizów do Chin w Kirgistanie nosi miano Ürkün – uchodźstwa.

## Film dokumentalny
W 2016 roku powstał film dokumentalny o kompleksie zatytułowany Ata-Bejit w reżyserii Alidżana Nasyrowa. Został on nagrodzony na XII Międzynarodowym Festiwalu Filmów Muzułmańskich w Kazaniu w kategorii najlepszego krótkometrażowego filmu dokumentalnego.